# Øssur Mohr
Øssur Mohr (født 1961 i Fuglafjørður, Færøerne) er en autodidakt kunstmaler, som er kendt for sine abstrakte færøske landskabsbilleder, malet i kraftige farver og brede penselstrøg. Ofte maler han samme motiv  – fjeld, fjord, horisontlinje, bygd, græsmarker i nye variationer og maler med olie på lærred.
Han er oprindeligt uddannet radiomekaniker. 1989 deltog han på et kunstkursus på aftenskolen. På Kunsthøjskolen i Holbæk  fik han ny inspiration, og fra år 2000 har han levet af sin kunst. Selv efter at Øssur Mohr er flyttet fra Fuglafjørður til Odsherred, fortsætter han med at male den indprentede udsigt til Leivíksfjall – men i nye sansninger og abstraktioner.
Øssur Mohr begyndte at male i midten af firserne og fik sit gennembrud på “Olaj-udstillingen i Tórshavn” i 1991.
Siden har han haft mange udstillinger på Færøerne, i Danmark, Norge, Island, Sverige, Belgien, Holland, Frankrig, Polen, Østrig, Tyskland og USA. Han er blandt andet repræsenteret på Færøernes Kunstmuseum, Ribe Kunstmuseum, Vejle Kunstmuseum og hos offentlige og private institutioner.